# Campo Número Treinta y Cuatro
Campo Número Treinta y Cuatro är en ort i Mexiko.   Den ligger i kommunen Cuauhtémoc och delstaten Chihuahua, i den nordvästra delen av landet, 1 300 km nordväst om huvudstaden Mexico City. Campo Número Treinta y Cuatro ligger 2 092 meter över havet och antalet invånare är 221.
Terrängen runt Campo Número Treinta y Cuatro är lite kuperad. Runt Campo Número Treinta y Cuatro är det mycket glesbefolkat, med 4 invånare per kvadratkilometer. Närmaste större samhälle är Cuauhtémoc, 6,7 km öster om Campo Número Treinta y Cuatro. Trakten runt Campo Número Treinta y Cuatro består till största delen av jordbruksmark.